# ドイチェ・フースバルマイスターシャフト1926-1927
ドイチェ・フースバルマイスターシャフト 1926-1927 はドイツサッカー協会によって開催された第20回目のクラブチーム全国大会である。1.FCニュルンベルクが優勝し、5回目のドイチャー・フースバルマイスターの座に就いた。決勝戦は国営ラジオで生中継された。

## 概要
今大会では南ドイツ勢の優位が改めて証明された。ベスト4のうち3クラブが南部勢で占められたのである。だが、この「包囲陣」を突破したベルリン＝ブランデンブルク王者のヘルタBSCが勝ち上がり、決勝での南部勢対決を阻止した。
そのヘルタを下したのは1．FCニュルンベルク、自身が持つ最多優勝記録を更新する五度目のドイツ制覇である。今季の1.FCNは公式戦32試合で勝ち点57 (勝2・分1・敗0)を挙げ、105得点34失点。敗戦はSpVggフュルトに喫した二試合 (片方は0－5の大敗)だけだった。
すでに伝説の域に入っていたニュルンベルクだが、得意のパスサッカーに対する相手チームの研究も進んでおり、「ビルドアップの間に素早くリトリートして守備陣形を整える」という対策をされるようになっていた。そしてオフサイドルールが変更され、攻撃側選手とゴールの間に必要な守備側選手が「3人」から「2人」になり、じっくりパスを回すニュルンベルクのスタイルには不利な時代が到来しようとしていた。
西部からは、きたる1930年代に強豪へと成長する2クラブが全国デビューした。FCシャルケ04とフォルトゥナ・デュッセルドルフである。初出場の今大会は両者とも初戦で敗退、昨季に続いて西部勢はラウンド16で全滅した。

労働者体操・スポーツ協会ではドレスデナーSV1910、ドイツ体操団体ではTV1861フォルスト、ドイツ青年活力ではDJKシュパルタ・ニュルンベルクが、それぞれのドイチェ・マイスターシャフトで優勝した。

## 出場クラブ[2]
| クラブ                                | 出場資格                                                            |
| FCティタニア・シュテッティン          | バルティッシェ・フースバルマイスターシャフト1926-1927優勝           |
| VfBケーニヒスベルク                   | バルティッシェ・フースバルマイスターシャフト1926-1927準優勝         |
| フェアアイニヒテ・ブレスラオアーSpfr. | ズュートオストドイチェ・フースバルマイスターシャフト1926-1927優勝   |
| ブレスラウアーFV06                    | ズュートオストドイチェ・フースバルマイスターシャフト1926-1927準優勝 |
| ヘルタBSC                             | ベルリナー・フースバルマイスターシャフト1926-1927優勝               |
| ベルリナーFCキッカース1900            | ベルリナー・フースバルマイスターシャフト1926-1927優勝               |
| VfBライプツィヒ (1893年)              | ミッテルドイチェ・フースバルマイスターシャフト1926-1927優勝         |
| ケムニッツァーBC                      | ミッテルドイチャー・ポカール1926-1927優勝                           |
| ホルシュタイン・キール                | ノルトドイチェ・フースバルマイスターシャフト1926-1927優勝           |
| ハンブルガーSV                        | ノルトドイチェ第二代表決定プレーオフ勝者                            |
| デュイスブルガーSpV                   | ヴェストドイチェ・フースバルマイスターシャフト1926-1927優勝         |
| FCシャルケ04                          | ヴェストドイチェ・フースバルマイスターシャフト1926-1927準優勝       |
| フォルトゥナ・デュッセルドルフ        | ヴェストドイチェ第三代表決定プレーオフ勝者                          |
| 1.FCニュルンベルク                    | ズュートドイチェ・フースバルマイスターシャフト1926-1927優勝         |
| SpVggフュルト                         | ズュートドイチェ・フースバルマイスターシャフト1926-1927準優勝       |
| SV1860ミュンヘン                      | ズュートドイチェ第三代表決定プレーオフ勝者                          |

## ラウンドオブ16
開催日：1927年5月8日

会場：カンプフバーン・ローテ・エアデ (ドルトムント)、ラインシュターディオン (デュッセルドルフ)、ロンホーフ (フュルト)、シュポルトプラッツ・シュテッフェックシュトラーセ (ケーニヒスベルク)、フォルトゥナ=シュターディオン (ライプツィヒ)、ポストシュターディオン (ベルリン)、ホルシュタイン=シュターディオン (キール)、シュポルトパルク・グリューナイヒェ (ブレスラウ)
| チーム #1                             | スコア  | チーム #2                    |
| ------------------------------------- | ------- | ---------------------------- |
| 1.FCニュルンベルク                    | 5–1     | ケムニッツァーBC             |
| FCシャルケ04                          | 1–3     | TSV1860ミュンヘン            |
| フォルトゥナ・デュッセルドルフ        | 1–4     | ハンブルガーSV               |
| ホルシュタイン・キール                | 9–1     | FCティタニア・シュテッティン |
| ベルリナーSCキッカース1900            | 5–4 aet | デュイスブルガーSpV          |
| フェアアイニヒテ・ブレスラオアーSpfr. | 1–3     | SpVggフュルト                |
| VfBケーニヒスベルク                   | 1–2     | ヘルタBSC                    |
| VfBライプツィヒ (1893年)              | 3–0     | ブレスラオアーFV06           |

## 準々決勝
開催日：1927年5月22日

会場：シュポルトプラッツ・ホーエルフト (ハンブルク)、プロイセン=プラッツ・テンペルホーフ (ベルリン)、ハインリヒ=ツィッシュ=シュターディオン (ミュンヘン)、ツァボ (ニュルンベルク)
| チーム #1         | スコア | チーム #2                  |
| ----------------- | ------ | -------------------------- |
| ハンブルガーSV    | 1–2    | 1.FCニュルンベルク         |
| ヘルタBSC         | 4–2    | ホルシュタイン・キール     |
| SpVggフュルト     | 9–0    | ベルリナーSCキッカーズ1900 |
| TSV1860ミュンヘン | 3–0    | VfBライプツィヒ (1893年)   |

## 準決勝
開催日：1927年5月29日

会場：ASVプラッツ (ニュルンベルク)、プロープスタイダー・シュターディオン (ライプツィヒ)
| チーム #1          | スコア | チーム #2         |
| ------------------ | ------ | ----------------- |
| 1.FCニュルンベルク | 4–1    | TSV1860ミュンヘン |
| ヘルタBSC          | 2–1    | SpVggフュルト     |

## 決勝
| 1.FCニュルンベルク           | 2 - 0    | ヘルタBSC |
| ---------------------------- | -------- | --------- |
| カルプ 6分 · トゥレーク 65分 | レポート |           |

| 1．FCニュルンベルク'   |  |                                                 |  |
|                        |  |                                                 |  |
| GK                     |  | ハインリヒ・シュトゥールファウト                |  |
| DF                     |  | ルイトポルト・ポップ                            |  |
| DF                     |  | ゲオーク・ヴィンター (サッカー選手)             |  |
| MF                     |  | エミル・ケップリンガー                          |  |
| MF                     |  | ハンス・カルプ                                  |  |
| MF                     |  | ハンス・シュミット (1893年生まれのサッカー選手) |  |
| FW                     |  | バプティスト・ラインマン                        |  |
| FW                     |  | ゲオーク・ホーホゲザン                          |  |
| FW                     |  | ヨーゼフ・シュミット (サッカー選手)             |  |
| FW                     |  | ルートヴィヒ・ヴィーダー                        |  |
| FW                     |  | ハインリヒ・トゥレーク                          |  |
| 監督                   |  |                                                 |  |
| フレッド・スピクスリー |  |                                                 |  |

| ヘルタBSC                    |  |                                                     |  |
|                              |  |                                                     |  |
| GK                           |  | アルフレート・ゲッツェ (サッカー選手)               |  |
| DF                           |  | エミル・ドムシャイト                                |  |
| DF                           |  | マックス・フィッシャー (1889年生まれのサッカー選手) |  |
| MF                           |  | オットー・ロイシュナー                              |  |
| MF                           |  | カール・テーヴェス                                  |  |
| MF                           |  | エアンスト・ミューラー (サッカー選手)               |  |
| FW                           |  | ハンス・ルーフ                                      |  |
| FW                           |  | ヨハネス・ゾベク                                    |  |
| FW                           |  | ハンス・グレンツェル                                |  |
| FW                           |  | ヴィリ・キアザイ                                    |  |
| FW                           |  | エーリヒ・ギュレ                                    |  |
| 監督                         |  |                                                     |  |
| アレクサンダー・ポポヴィッチ |  |                                                     |  |

|  |

## 得点ランキング[7]
| 選手 | 選手                                  | クラブ              | 試合数 | 得点数 |
| ---- | ------------------------------------- | ------------------- | ------ | ------ |
| 1.   | アンドレアス・フランツ (サッカー選手) | SpVggフュルト       | 3      | 6      |
| 2.   | オットー・ハーダー                    | ハンブルガーSV      | 2      | 4      |
| 3    | カール・アウアー (サッカー選手)       | SpVggフュルト       | 3      | 4      |
| 3    | カール・ファウベル                    | SVミュンヘン1860    | 3      | 4      |
| 5.   | ヴィリ・キーアザイ                    | ヘルタBSC           | 4      | 4      |
| 5.   | ヨーゼフ・シュミット (サッカー選手)   | 1. FCニュルンベルク | 4      | 4      |